# چینن ترو
چینن ترو (به ژاپنی: 知念 辉夫 یا Chinen Teruo)، زاده ۸ ژوئن ۱۹۴۱، استاد شناخته شده کاراته گوجوریو اوکیناوایی است. او سازمان بین‌المللی جوندوکان را بنیان نهاد و موفق به کسب عنوان شیهان شده‌است. وی از شاگردان میاگی چوجون (بنیان‌گذار سبک گوجوریو کاراته) و دارای دان ۹ در کاراته بوده است.

## زندگی
او در ۸ ژوئن ۱۹۴۱ در شهر کوبه در استان هیوگو ژاپن در خانواده‌ای با اجداد ژاپنی و اوکیناوایی به دنیا آمد. پدر او، چینن سیشو، یکی از اساتید هنرهای رزمی اوکیناوا بود و در نیروی دریایی پادشاهی ژاپن خدمت می‌کرد. او به جنگ‌افزارهای اوکیناوایی بسیاری تسلط داشت. مادر او ژاپنی بود. پدربزرگ او، چینن ماتسو، مربی تمام‌وقت شوری‌ته بود. عموی او، چینن ماسامی، از دودمان استادان سبک یامانی ریو کوبودو بود.
پدر اوکیناوایی او راه ژاپنی‌ها را برگزید و این شامل نام او نیز می‌شد که برای فرزندانش هم باقی‌ماند. او در مصاحبه‌ای در سال ۱۹۹۷ گفت: "از آنجا که پدرم یک افسر نیروی دریایی ژاپن بود، را ژاپنی‌ها را برگزیده و نام ماسا را از نام خود و فرزندانش برداشت. پس از آن برادرانم و من، نام‌های ژاپنی (آکیرا، هیروکازو و ترو) را بکار بردیم. دیگر نام‌های چینی و دودمان ماسا را بکار نبردیم!"
پدر ترو در سال ۱۹۴۴ مرد؛ هنگامی که ناخدای کشتی‌اش غرق شدن کشتی را بر تسلیم آن به نیروهای متفقین ترجیح داد. پس از آن هنگامی که او تنها پنج سال داشت خانواده‌اش (مادر و خواهر و برادرانش) به شهر شوری در اوکیناوا بازگشته و سپس در شهر ناها ماندگار شدند؛ جایی که عموی او در آن یک افسر پلیس بود. مادرش در یک پایگاه نیروی هوایی ایالات متحده آمریکا کاری پیدا کرد. خانه ترو تنها سه خانه پایین تر از دوجوی میاگی چوجون قرار داشت. او با وجود تاریخچه حضور خانواده‌اش در سبک دیگری از کاراته، آموزش‌هایش را در سبک میاگی شروع کرد و ادامه داد.

## پیشینه در کاراته
بر مبنای برخی منابع، چینن تمرین کاراته را در سال های ۱۹۴۹ تا ۱۹۵۲، نزد میاگی چوجون، بنیان‌گذار گوجوریو، شروع کرده است، ولی در منابعی دیگر گفته‌شده که او کاراته را نزد میازاتو ئه‌ایچی در سال ۱۹۵۴ شروع کرده‌است؛ اما در هر دو حالت او در نوجوانی تحت تعلیم میاگی نیز بوده‌است اما میازاتو مربی اصلی او بوده‌است. پس از ۶ سال تمرین کاراته، او موفق به کسب کمربند مشکی شد.
در ۱۹۵۹ یا ۱۹۵۸، او اوکیناوا را ترک کرد و به دوستش هیگااونا موریو در توکیو ملحق شد که به تازگی دوجویی برای آموزش کاراته در آنجا ایجاد کرده‌بود. در آنجا بود که چینن به هیگااونا جنبه‌های تکنیکی گوجوریو اوکیناوایی را آموزش داد. در ۱۹۶۹ او به آمریکا رفت و در مدرسه کاراته در شهر اسپوکن به عنوان راهنمای تکنیکی مشغول به کار شد. او قرار بود تنها سه ماه در آنجا بماند اما ماندگار شد و امروزه مرکز فعالیت‌های سازمان کاراته اوست. در ۱۹۷۲، میازاتو، درجه چینن را به دان ۴ ارتقا داد.
در سالهای ۱۹۷۳ تا ۱۹۷۹،او به اروپا و آفریقای جنوبی سفرهایی کرد و به آموزش کاراته سرگرم بود. او از ۱۹۷۹ تا ۱۹۸۴ به عنوان مشاور تکنیکی در سازمان فدراسیون بین‌المللی کاراته گوجوریو اوکیناوایی (IOGKF) که بدست هیگااونا موریو اداره می‌شد مشغول به کار بود. او در ۱۹۸۴ سازمان کاراته خودش را بنیان‌گذاری کرد که دیگر به IOGKF وابسته نبود. او در سال ۱۹۸۷ به ترجمه کتاب «کاتاهای کلاسیک کاراته اوکیناوایی» کمک کرد. در سال ۱۹۸۷ به آموزش کاتا در ونکوور پرداخت. در حدود سال ۱۹۹۱، میازاتو، چینن را به دان ۷ ارتقا داد.
در ۱۹۹۵ او به خاطر بیماری دیابت تشخیص داده‌نشده‌ای بیمار شد ولی به آموزش کاراته در اروپا و آفریقا جنوبی و ریاست سازمان کاراته بین المللی جوندوکان کماکان ادامه داد او هم‌اکنون دارای درجه دان ۹ است. او در ۱۹۹۷ درباره آیندۀ کاراته در آمریکا گفت:
«امیدوارم نسل آینده تنها به فکر رشد تکنیکی نباشند بلکه به دراختیار گذاشتن آموخته‌های خود به دیگران نیز بپردازند. مردم باید به سنت‌ها وفادار بوده و آنها را از دست ندهند. در گذشته‌ها در چین و اوکیناوا، آموزش‌ها در پشت درهای بسته انجام می‌شد. اما امروزه به خاطر رسانه ها، کاراته دیگر یک راز نیست. امروزه به اشتراک گذاری بیشتری وجود دارد.»